# Raúl Lizoain Cruz
 Raúl Lizoain Cruz  (Las Palmas de Gran Canaria, 27 januari 1991) is een Spaanse voetballer, die voor Albacete Balompié speelt als doelman. 

## UD Las Palmas
Geboren in Las Palmas is hij een jeugdproduct van UD Las Palmas. Op negentienjarige leeftijd kreeg hij zijn kans bij het filiaal, dat op dat ogenblik actief was in de Tercera División.  Vanaf het  daaropvolgende seizoen werd hij reeds bij het eerste elftal ingedeeld. Zou werd hij actief in de Segunda División A.  Tijdens de periode 2011-2014 was Lizoain vooral de vervanger van de Argentijn Mariano Barbosa en kwam zo tijdens drie seizoenen maar aan elf optredens. Tijdens het seizoen 2012-2013  werd hij daarenboven afgestopt door een zware blessure die hem van 12 september 2012 tot 20 januari 2013 van het speelveld zou verwijderen.  Nadat Barbosa naar FC Sevilla, een ploeg uit de Primera División overstapte, werd voor seizoen 2014-2015 de Spanjaard Casto Espinosa Barriga zijn concurrent.  Lizoain slaagde er echter in het begin van het seizoen de basisplaats op te eisen, totdat vanaf december 2014 Casto zijn plaats onder de lat overnam.  Nadat Casto zich tijdens de maand mei 2015 geblesseerd had, heroverde hij zijn plaats.  De ploeg eindigde vierde in de eindstand en kon dankzij de eindrondes een plaats op het hoogste Spaanse niveau afdwingen. In totaal zou hij 16 van de 46 wedstrijden spelen.  Op het einde van het seizoen verliet Casto de ploeg en stapte over naar UD Almería, zodat hij op het tweede niveau bleef spelen.  Daarentegen volgde Lizoain wel de ploeg en de volgende twee seizoenen kreeg hij de Spanjaard Javi Varas als concurrent.  Op 22 augustus 2015 maakte hij zijn debuut in de Primera División, maar het was uiteindelijk Varas die de basisplaats opeiste.  Zo speelde hij tijdens die twee seizoenen eenentwintig wedstrijden.  Nadat Varas op het einde van het seizoen 2016-2017 naar het net gedegradeerde Granada CF overstapte, werd hij voor seizoen 2017-2018 vervangen door de Argentijn Leandro Chichizola.  De Argentijn zou zeventwintig wedstrijden spelen en Lizoain elf wedstrijden.  De ploeg kon op het einde haar behoud echter niet bewerkstelligen en zou eindigde de samenwerking tussen beiden. 

## AD Alcorcón
Vanaf seizoen 2018-2019 tekende hij een tweejarig contract voor AD Alcorcón , een ploeg uit de Segunda División A, waar hij tweede doelman werd na de Spanjaard Dani Jiménez.  Deze laatste speelde reeds sinds seizoen 2015-2016 voor de Madrileense club.  Doordat hij zich niet kon doorzetten werd het contract na één seizoen in onderling overleg ontbonden. 

## CD Mirandés
Enkele dagen nadat hij zijn contract ontbonden had bij Alcorcón, tekende hij voor reeksgenoot Málaga CF. De liga ontbond echter het contract aangezien het loonlimiet werd overschreden.  
Door dit voorval bleef de speler tijdens de heenronde zonder ploeg.  Op 26 januari 2020 tekende hij  bij reeksgenoot CD Mirandés een contract tot 30 juni 2021.   De eerste doelman van deze ploeg was de Spanjaard Jesús Reguillos Moya, Limones als spelersnaam.  Het eerste seizoen was Limones nog de eerste doelman, maar vanaf seizoen 2020-2021 nam Lizoain de fakkel over.  Lizoain verlengde op 3 juni 2021 zijn contract met één seizoen.    Nadat Limones de ploeg verlaten had voor CD Badajoz, kreeg hij vanaf seizoen 2021-2022 de jonge Spanjaard Ramón Juan Ramírez als concurrent.  Ook deze confrontatie besloot hij winnend.

## FC Andorra
Het volgende seizoen 2022-2023 tekende hij een tweejarig contract bij FC Andorra.  Deze ploeg deed voor de eerste keer haar intrede in het professionele voetbal.  Daar werd de Argentijn met Italiaans paspoort Kevin Nicolás Ratti Fredes,   als speler Nico Ratti genaamd, zijn tegenstander.  De Argentijn kon zich meestal als basisspeler opdringen en Lizoain speelt zestien wedstrijden.

## FC Cartagena
Vanaf seizoen 2023-2024 volgde een uitleenbeurt aan FC Cartagena , , waar hij oudgediende Marc Martínez Aranda als concurrent voorgeschoteld kreeg.  Hij kon de strijd niet winnen en zakte weg tot tweede keeper, maar toen Marc op 27 januari 2024 naar Granada CF overstapte, kreeg hij zijn kans.  Hij was een van de beslissende figuren in de remonte en de redding van de club.  Hij wilde graag blijven, maar kwam niet tot een 0vereenkomst.

## Albacete Balompié
Op 1 juli 2024 werd het duidelijk dat hij een tweejarig contract getekend had bij reeksgenoot Albacete Balompié.